# Исахая Сигэхиро
Исахая Сигэхиро (яп. 諫早 茂洪, 25 июня 1797 — 27 августа 1845) — самурай княжества Сага периода Эдо, 12-й глава рода Исахая. 

## Биография
Родился 25 июня 1797 года в семье Исахаи Ёсиаки, старшего сына Исахаи Сигэцугу, и Отэцу (Тэцусэн-ин), дочери даймё Набэсимы Харусигэ. В 1801 году его отец Ёсиаки из-за болезни отказался от статуса наследника, и дядя Масатоси стал наследником их отца Сигэцугу. 2 февраля 1809 года отец Ёсиаки скончался в возрасте 36 лет, а в 1811 году умер дядя Масатоси. В 1812 году дед Сигэцугу удалился в отставку, и Сигэхиро унаследовал главенство в семье.
Служил даймё Саги Набэсиме Наринао и Набэсиме Наомасе, участвуя в охране порта Нагасаки и выполняя обязанности в Эдо. В 1825 году по желанию своей матери установил в своих владениях сидящие статуи Кобо-дайси и основал «88 священных мест Исаэ», подражая паломническому маршруту «88 храмов Сикоку».
Исахая Сигэхиро умер 27 августа 1845 года в возрасте 48 лет. Был похоронен в семейном храме Тэнъю-дзи в Исахае.
С 1814 года был женат на Суми, третьей дочери Набэсимы Наоёси, даймё Касимы.